# (2937) Gibbs
(2937) Gibbs est un astéroïde de la ceinture principale aréocroiseur.

## Description
(2937) Gibbs est un astéroïde aréocroiseur. Il présente une orbite caractérisée par un demi-grand axe de 2,32 UA, une excentricité de 0,30 et une inclinaison de 21,8° par rapport à l'écliptique.

## Compléments